# Антистатик

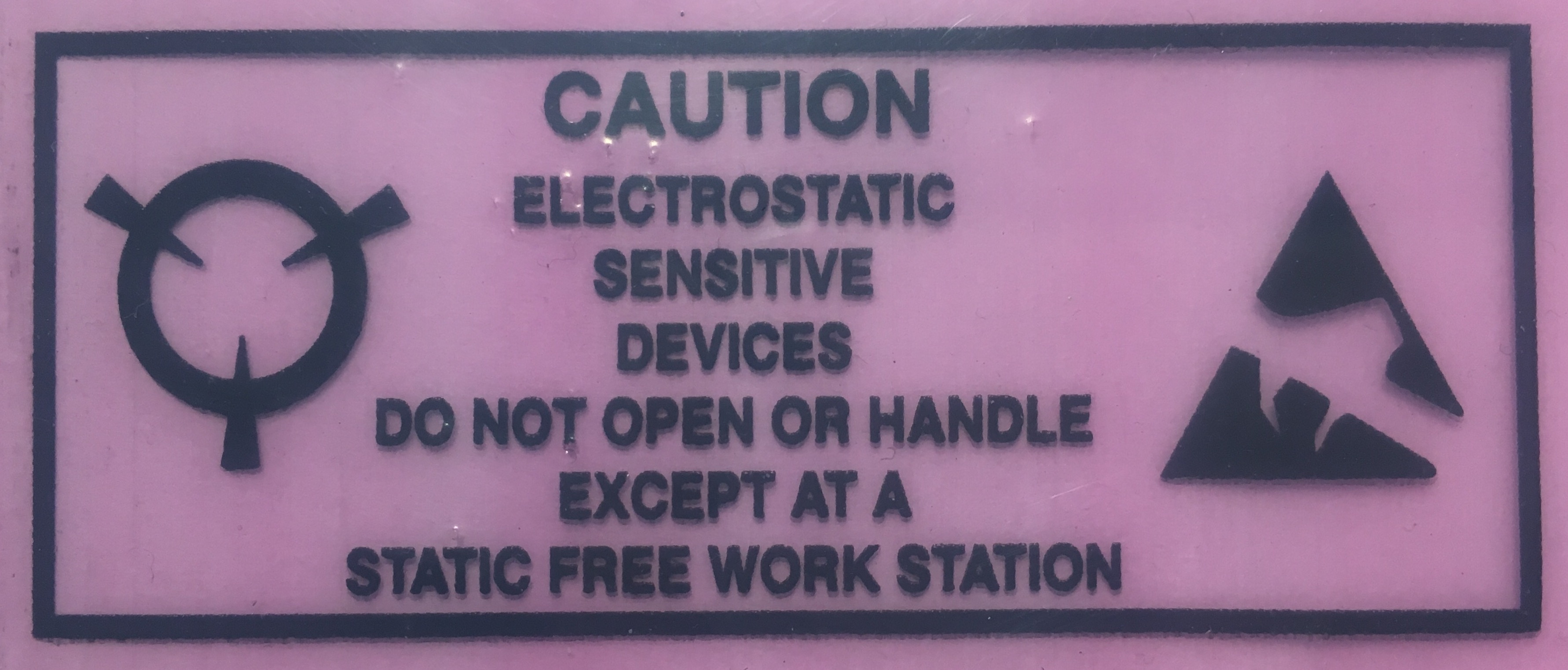
Попередження на антистатичному пакеті з електронними пристроями

Антистатик — речовина, або пристрій, що використовується для запобігання накопичення статичних електричних зарядів, що утворюються в результаті тертя на поверхні предметів. Розряди статичної електрики можуть бути небажані, коли можуть пошкодити електронні компоненти, або спричинити займання горючих рідин чи газів.
Антистатик утримує вологу і тим самим підвищує концентрацію іонів поблизу поверхні предметів. Антистатиками є сажа, вугільний пил, натуральні волокна. Використання антистатиків полягає в нанесенні їх малих кількостей на поверхню предметів, наприклад, одягу, килимів, покривал з метою запобігання прилипання їх поверхонь один до одного і пилу до поверхонь.